# Céline Lebrun
Céline Lebrun (ur. 25 sierpnia 1976) – francuska judoczka. Srebrna medalistka olimpijska z Sydney.
Zawody w 2000 były jej pierwszymi igrzyskami olimpijskimi, brała również udział w igrzyskach w 2004 (piąte miejsce) i 2008. Po medal sięgnęła w wadze półciężkiej, do 78 kilogramów. Triumfowała na mistrzostwach świata w 2001, zdobywała brąz tej imprezy w 1999, 2001 i 2005. Była wielokrotną medalistką mistrzostw Europy (złoto w 1999, 2000, 2001, 2002 i 2005; srebro w 1998 i 2006; brąz w 1997 i 2003). Zdobyła szereg medali na mistrzostwach Francji, w tym czterokrotnie zostawała mistrzynią kraju seniorów. Startowała w Pucharze Świata w latach 1997, 1998 i 2000–2002 i 2004–2007.